# Gaalkacyo
Gaalkacyo (arab. Ghalkaju, Ghālka‘yū) – stolica regionu Mudug w  Somalii. Miasto podzielone jest pomiędzy Puntland (północna część) i Galmudug (południowa część). W mieście znajduje się lotnisko międzynarodowe.